# 1月16日 (旧暦)
旧暦1月16日は、旧暦1月の16日目である。六曜は仏滅である。

## できごと
- 天平勝宝6年（ユリウス暦754年2月12日） - 唐の高僧・鑑真が遣唐副使・大伴古麻呂に伴われて来朝
- 安政元年（グレゴリオ暦1854年2月13日） - アメリカ合衆国東インド艦隊司令長官ペリーが再び来航

## 誕生日
- 康和5年（ユリウス暦1103年2月24日） - 鳥羽天皇、74代天皇（+ 1156年）
- 建保6年（ユリウス暦1218年2月12日） - 藤原頼経、鎌倉幕府4代将軍（+ 1256年）

## 忌日
- 仁徳天皇87年（ユリウス暦399年2月7日） - 仁徳天皇、16代天皇（* 257年）
- 清寧天皇5年（ユリウス暦484年2月27日） - 清寧天皇、22代天皇（* 444年?）
- 天正10年（グレゴリオ暦1582年2月18日） - 佐久間信盛、戦国武将・織田家重臣（* 1528年）
- 安政2年（グレゴリオ暦1855年3月4日） - 江川英龍、伊豆韮山代官・兵学者（* 1801年）

## 記念日・年中行事
- 藪入り
- 閻魔賽日
- 十六日祭（ジュウルクニチ）[1]